# De dioses y hombres
De dioses y hombres (título original en francés Des hommes et des dieux) es una película francesa dirigida por Xavier Beauvois. Trata sobre un evento real ocurrido en 1996 cuando unos monjes cristianos y musulmanes que tuvieron que vivir juntos en un monasterio en Argelia durante la guerra civil que azotó al país entre 1991 y 2002. Ganó el Gran Premio del Jurado y el Premio del Jurado Ecuménico del Festival de Cannes de 2010. En Francia ha superado los 3.000.000 de espectadores.
Los siete monjes cristianos pertenecientes a la orden de la Trapa que fueron secuestrados y luego decapitados por terroristas islámicos en 1996, fueron beatificados por Benedicto XVI en 2018.

## Argumento
La acción se sitúa en un monasterio en la región de los montes Atlas en Argelia, durante la década de 1990. Ocho monjes cristianos pertenecientes a la orden de la Trapa viven allí en armonía con la población musulmana, estableciendo lazos de cooperación contra los efectos de la pobreza ocasionados por un régimen en decadencia. Viven dedicados a la vida contemplativa, rezar, sembrar la tierra y apoyar a la población de los alrededores; incluso el monasterio es usado como dispensario médico de facto por la población de la zona.
Un grupo de fundamentalistas islámicos asesina a un equipo de trabajadores croatas en una zona cercana al monasterio (20 km aproximadamente). El pánico se apodera de los habitantes de la región, que soportan los embates de la guerra civil argelina. El ejército gubernamental argelino ofrece protección a los monjes, pero estos la rechazan, para no verse envueltos en la guerra ni mucho menos hacer uso de la violencia, la cual repudiaban. Un comando armado de fundamentalistas entra en el monasterio, siendo la primera advertencia acerca del destino que les esperaba. Los monjes dudan sobre la posibilidad real de retirarse debido a los lazos de amistad formados con la población civil, que les pide quedarse. A pesar de la creciente amenaza, los monjes hacen uso de la reflexión: por un lado el apego a su vida, y por el otro cuál es su deber; los ocho monjes hacen una síntesis de sus miedos y obligaciones, dando por resultado su permanencia en el monasterio hasta las últimas consecuencias.
La película no muestra escenas explícitas del asesinato de los monjes; sin embargo, hace alusión a éste en medio de la nieve, donde se les ve desaparecer en la niebla por las montañas a un lugar retirado, escoltados por sus captores, es decir, el fin.
La película se basa en la historia real de los monjes cistercienses del Tibhirine, en Argelia, desde 1993 hasta su secuestro en 1996. Siete de ellos fueron secuestrados y luego decapitados por terroristas islámicos en 1996, aunque no es seguro que fueran decapitados, ya que parece ser que perecieron cuando el grupo de terroristas fue atacado por el ejército.

## Reparto
- Lambert Wilson : Christian
- Michael Lonsdale : Luc
- Olivier Rabourdin : Christophe
- Philippe Laudenbach : Célestin
- Jacques Herlin : Amédée
- Loïc Pichon : Jean-Pierre
- Xavier Maly : Michel
- Jean-Marie Frin : Paul
- Abdelhafid Metalsi : Nouredine
- Sabrina Ouazani : Rabbia
- Goran Kostić : el jefe de obra croata

## Producción
La película contó con un presupuesto de unos 4 millones de euros, y recaudó más de 43.800.000 US$, por lo que se puede consierar todo un éxito. La producción corrió a cargo de Why Not Productions, Armada Films, France Télévisions y Groupe Canal+, entre otras compañías.
La película se rodó en el antiguo monasterio de Tioumliline, situado en Azrú, y en otras localizaciones de Marruecos, sobre todo de la provincia de Ifrán.
El primer pase con público se celebró en el Festival de Cannes el 18 de mayo de 2010. Tras su paso por varios festivales (Festival Internacional de Cine de Karlovy Vary, New Horizons Film Festival, Festival de Cine de Telluride...) se estrenó comercialmente en Francia el 8 de septiembre de 2010. Posteriormente compaginó su presencia en festivales (Toronto, Río de Janeiro, Nueva York, Vancouver, Tokio, etc.) con su estreno comercial en países de todo el mundo (Italia, España, Canadá, Estados Unidos, Sudáfrica....).
En la banda sonora del filme, los propios actores interpretan varias piezas litúrgicas compuestas, entre otros, por Lucien Deiss o el Salve Regina. La música original para el largometraje está compuesta por Mike Kourtzer.

## Recepción
Los comentarios de la crítica profesional fueron claramente elogiosas con la película. Carlos Boyero afirmó en El País: «Beauvois cuenta admirablemente (...) no hace trampas en esta fábula moral, no fuerza el sentimentalismo (...) sales conmovido con la historia de estos religiosos. Palabra de agnóstico.». Lluís Bonet Mojica escribió en La Vanguardia:«Quizá le falta mayor economía narrativa en algunos tramos, pero De dioses y hombres, también gracias al portentoso grupo de actores, supone un regalo visual y moral.».
En la web IMDb obtuvo un 7.2/10 con más de 16 mil reseñas. En FilmAffinity la nota media es de 6.6/10 con 88 críticas profesionales y más de 7000 votos populares. En Metacritic la película tuvo un 86 de reconocimiento de la crítica con 29 reseñas, y un 6.8/10 que le otorgan de media las más de 40 reseñas del público. En Rotten Tomatoes la calificación de los profesionales llegó al 92% de aprobación con más de 110 críticas, y la del público al 75% con más de 10 mil votos.

## Premios
* Fuente: Página de la película en IMDb. 
| Año  | Premio o festival                         | Categoría                               | Nominado                                            | Resultado |
| ---- | ----------------------------------------- | --------------------------------------- | --------------------------------------------------- | --------- |
| 2010 | Festival de Cannes                        | Palma de Oro                            | Xavier Beauvois                                     | Nominado  |
| 2010 | Festival de Cannes                        | Gran Premio del Jurado                  | Xavier Beauvois                                     | Ganador   |
| 2010 | Festival de Cannes                        | Premio del Sistema de Educación Francés | Xavier Beauvois                                     | Ganador   |
| 2010 | Festival de Cannes                        | Premio del Jurado Ecuménico             | Xavier Beauvois                                     | Ganador   |
| 2010 | Premios del Cine Europeo                  | Mejor película europea                  | Xavier Beauvois                                     | Nominado  |
| 2010 | Premios del Cine Europeo                  | Mejor director de fotografía europeo    | Caroline Champetier                                 | Nominada  |
| 2010 | National Board of Review                  | Mejor película extranjera               | Xavier Beauvois                                     | Ganador   |
| 2010 | Festival Internacional de Cine de Toronto | Mejor película extranjera               | Xavier Beauvois                                     | Nominado  |
| 2010 | Premio Méliès                             | Mejor película                          | Xavier Beauvois                                     | Ganador   |
| 2011 | Globes de Cristal                         | Mejor película                          | Xavier Beauvois                                     | Nominado  |
| 2011 | Globes de Cristal                         | Mejor actor                             | Michael Lonsdale                                    | Ganador   |
| 2011 | Étoiles d'Or                              | Étoile d’or a la mejor película         | Xavier Beauvois                                     | Ganador   |
| 2011 | Premios Lumières                          | Mejor película                          | Xavier Beauvois                                     | Ganador   |
| 2011 | Premios Lumières                          | Mejor actor                             | Michael Lonsdale                                    | Ganador   |
| 2011 | Premios Lumières                          | Mejor dirección                         | Xavier Beauvois                                     | Nominado  |
| 2011 | Premios BAFTA                             | Mejor película de habla no inglesa      | Xavier Beauvois                                     | Nominado  |
| 2011 | Premios César                             | Mejor actor                             | Lambert Wilson                                      | Nominado  |
| 2011 | Premios César                             | Mejor actor secundario                  | Michael Lonsdale                                    | Ganador   |
| 2011 | Premios César                             | Mejor película                          | Xavier Beauvois                                     | Ganador   |
| 2011 | Premios César                             | Mejor actor secundario                  | Olivier Rabourdin                                   | Nominado  |
| 2011 | Premios César                             | Mejor guion original                    | Xavier Beauvois y Etienne Comar                     | Nominados |
| 2011 | Premios César                             | Mejor sonido                            | Jean-Jacques Ferran, Vincent Guillon y Éric Bonnard | Nominados |
| 2011 | Premios César                             | Mejor fotografía                        | Caroline Champetier                                 | Ganadora  |
| 2011 | Premios César                             | Mejor montaje                           | Marie-Julie Maille                                  | Nominada  |
| 2011 | Premios César                             | Mejor vestuario                         | Marielle Robaut                                     | Nominada  |
| 2011 | Premios César                             | Mejor decorado                          | Michel Barthélémy                                   | Nominado  |
| 2011 | Premios César                             | Mejor dirección                         | Xavier Beauvois                                     | Nominado  |
| 2011 | Premios David de Donatello                | Mejor película europea                  | Xavier Beauvois                                     | Nominado  |
| 2011 | Premios Independent Spirit                | Mejor película extranjera               | Xavier Beauvois                                     | Nominado  |
| 2011 | Círculo de Críticos de Cine de Londres    | Mejor película extranjera               | Xavier Beauvois                                     | Ganador   |